# Cova de s'Estret des Temps

La Cova de s'Estret des Temps és una cova artificial localitzada en un penya-segat, davant la mar. Està a una cota inferior a una carretera relativament transitada, entre el far de Cala Figuera i el Cap Sivinar. Antigament la cova es destinava a usos funeraris, presumiblement durant l'època talaiòtica.

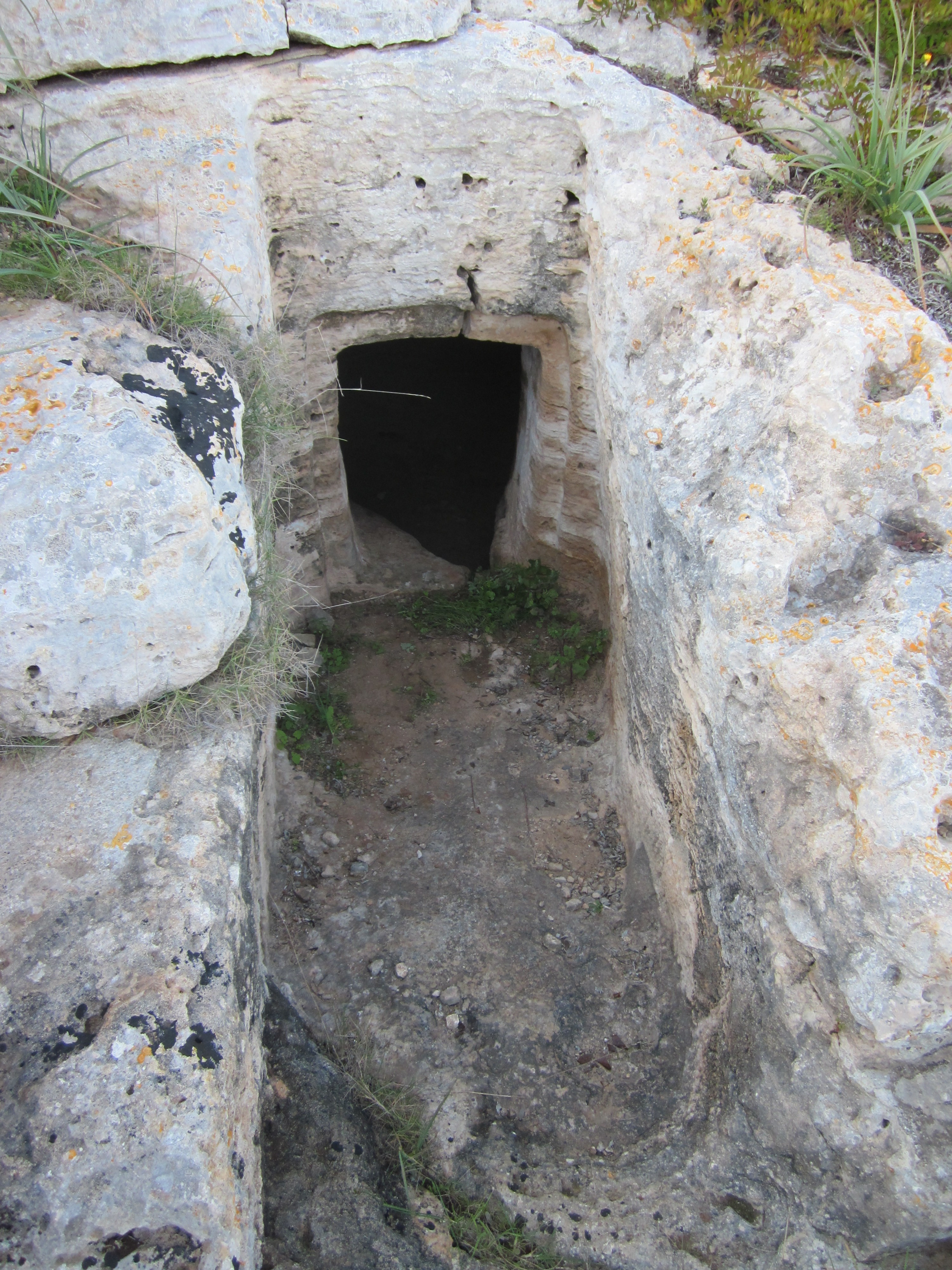
Cova de s'Estret des Temps

La seva planta és de forma de ferradura allargada i consta d'una petita cambra lateral. L'entrada és un corredor que fa baixada. Té 2,25 metres de llargària, 0,90 d'amplada i una alçada d'1,50 metres. Probablement aquest passadís va estar cobert amb lloses. El portal d'aquesta entrada té forma rectangular, de 0,65 metres d'alçada i 0,50 metres d'ample, es pot observar un rebaixament per a l'acoblament de llosa de tancament.
El corredor de la cambra amb la cova està separat per un mur, que és on es troba la porta i té una gruixa de 50 centímetres. La base del portal del corredor està situada a 5 centímetres per damunt del pis. El pis original està recobert d'una capa de terra i runam.
La cambra principal de la cova fa uns 4,25 metres de longitud i 1,90 metres d'amplada. El sostre és pla i per la facilitació de l'excavació segueix la línia dels estrats horitzontals.
A la part central s'obre una petita cambra que és de planta arronyonada, d'1,45 metres per 0,80 metres de diàmetre perpendiculars; la seva alçada és de 0,95 metres, i té a la base de la cambra un buit de 0,40-0,30 metres de diàmetre i 0,30 metres de fondària, té forma cònica, amb el seu vèrtex situat a baix. El portal es troba a uns 35 centímetres per sobre de l'actual nivell del pis de la cambra principal. Aquest portal fa 0,65 metres d'amplada i 0,75 metres d'alçada. Just a la part esquerra d'aquest portal es pot observar un orifici amb un diàmetre de pocs centímetres, que comunica les dues cambres; aquesta característica també es troba a altres coves de Cala Sa Nau (Felanitx) o la Cova de s'Homonet (Son Ribot, Manacor)
Era un recés natural o balma tancada per un mur de paret seca de considerable gruixa, amb una longitud de 17 a 20 metres. Aquest sistema constructiu és propi del talaiòtic final, encara que no es pot afirmar amb seguretat que aquest recés hagi estat ocupat en aquesta època antiga, malgrat es trobin al seu interior restes de marisc que testimonien sobre una certa activitat humana.